# Antonio Machado
Antonio Machado de Ruiz (Sevilla, 26. srpnja 1875. – Collioure, Francuska, 22. veljače 1939.), španjolski modernistički pjesnik. Pripadnik tzv. "Generacije iz ´98´".

## Životopis
Rođen je kao drugo po redu dijete u liberalnoj obitelji s petero djece. Njegov najstariji brat Manuel surađivao je s njim na nekoliko radova. Njegov otac, Antonio Machado Álvarez, objavio je veliki broj radova o andaluzijskom i galicijskom folkloru.
Započinje svoj studij 1889. na institutu San Isidora a poslije na Cardenal Cisneros. Istovremeno raste njegov interes za kazalište i zajedno sa svojim bratom počinje pomagati u različitim kazališnim komadima. Nekoliko puta prekida svoj studij, zbog ekonomskih razloga jer mu je u međuvremenu od tuberkuloze preminuo otac 1893.
U Pariz putuje 1899. gdje je živio njegov brat, pjesnik Manuel, s kojim zajedno radi kao prevoditelj za Editorial Garnier. Između ostalih susreće Oscar Wildea, Rubéna Daría i Pía Baroju koji dalje utječu na njegov život. Vraća se ponovno u Španjolsku gdje dovršava svoj studij. Pri ponovnom povratku u Pariz upoznaje Rubén Daría. Opet se vraća u Madrid i objavljuje Soledades (1903). Nekoliko godina kasnije 1907. objavljuje Soledades, Galerías i druge pjesme. Istovremeno 1907. počinje raditi kao učitelj francuskog u Soriji. Tamo upoznaje Leonor Izquierdo, koju ženi 1909.  (On je tada bio star 35 godina, a ona samo 15). Odlaze u Francusku gdje on studira filozofiju ali je u međuvremenu njegovoj supruzi dijagnosticirana tuberkuloza pa se vraćaju u Španjolsku gdje ona nedugo zatim i umire. Sljedećih sedam godina Marcado podučava francuski na univerzitetu Baeza u Andaluziji. Tu upoznaje 1917. Federica Garcíu Lorcu s kojim postaje dobar prijatelj. Poslije toga počinje raditi kao učitelj francuskog jezika u Segoviji gdje upoznaje samohranu majku s troje djece Pilar de Valderrama Alday, s kojom je imao ljubavnu aferu, i čiji se spomen može naći u njegovu djelu „Guiomar“ (njezin nadimak). Ponovno seli, u Madrid i počinje raditi na Instituto Calderón de la Barca 1932.
Već 1931. staje na stranu republikanaca. Izbijanjem Španjolskog građanskog rata bio je u Madridu dok mu je brat Manuel bio na ustaničkom teritoriju. Nisu se nikada više susreli. Machado seli zajedno sa svojom majkom prvo u Valenciju a zatim za Barcelonu. U siječnju 1939. nedugo pred poraz republikanaca, sa svojom majkom bježi u Francusku. Samo nekoliko kilometara od španjolske granice umire, tri dana prije svoje majke. Njegov grob je do današnjeg dana ukrašen zastavom španjolske republike.

## Djela
- Soledades (1903)
- Soledades. Galerías. Druge pjesme (1907)
- Campos de Castilla (1912)
- Paginas escogidas (1917)
- Poesías completas (1917)
- Nuevas canciones (1924)
- Poesías completas (1936)
- Juan de Mairena (1936)

## Vanjske poveznice
- Poezija Antonija Machada (španj.)

| Una noche de verano —estaba abierto el balcón y la puerta de mi casa— la muerte en mi casa entró Se fue acercando a su lecho —ni siquiera me miró—, con unos dedos muy finos algo muy tenue rompió. Silenciosa y sin mirarme, la muerte otra vez pasó. delante de mí. ¿Qué has hecho? La muerte no respondió. Mi niña quedó tranquila, dolido mi corazón, ¡Ay, lo que la muerte ha roto era un hilo entre los dos!. |  | Jedne večeri ljetne Jedne večeri ljetne —otvoren balkon bijaše i vrata doma mog— Smrt u moj dom uđe Približi se postelji njenoj —a mene niti ne pogleda—, i s prstima vrlo tankim nešto vrlo krhko slomi. Tiho i ne pogledavši me Smrt i drugi put pored mene prođe. Što to učini? Smrt ne odgovori. Djevojčica moja nepokretna osta, ožalostivši srce moje, Oh, to što Smrt bijaše prekinula Bila je nit između nas dvoje! |